# Dos súper dos
Non c'è due senza quattro (conocida como Dos súper dos en España y Dos puños contra Rio en México; o Double Trouble en su título en inglés) es una película italiana de 1984 dirigida por Enzo Barboni (acreditado como E.B. Clucher) y protagonizada por el dúo cinematográfico de Terence Hill y Bud Spencer.

#### Título original y traducción
La traducción aproximada de la expresión del título original en italiano Non c'è due senza quattro al español sería: No hay dos sin cuatro.

## Sinopsis
En la película, dos primos multimillonarios sobreviven a varios intentos de asesinato. Preocupados por su propia seguridad, contratan a dos dobles como señuelos. Los dos reemplazos deciden aprovechar su oportunidad de ganar dinero y vivir como millonarios y de paso enfrentarse a los criminales.

## Argumento
Dos primos multimillonarios brasileños, de modales refinados y apacibles, llamados Bastiano y Antonio Coimbra de la Coronilla y Azevedo, temen por sus vidas después de varios intentos de asesinato. Por ello contratan a una agencia especializada que busca a dos dobles, el especialista Elliot Vance y el delincuente de poca monta, que toca el saxofón en clubs de jazz, Greg Wonder, para ocupar temporalmente su lugar y descubrir quién está detrás de los intentos de asesinato.
Elliot y Greg, ambos muy curtidos para la batalla en comparación con los primos Coimbra reacios a la violencia, usan sus habilidades para manejarse a través de todo tipo de situaciones sin demasiados problemas mientras se acercan al cerebro detrás de todo el complot. Además, rápidamente les empieza a gustar la vida de jet-set, aunque llevándola a su estilo. El daño resultante de este nuevo estilo a la reputación de los primos provoca que estos regresen a Río antes de tiempo. Esto los coloca en la mira de sus enemigos, junto con sus dobles.

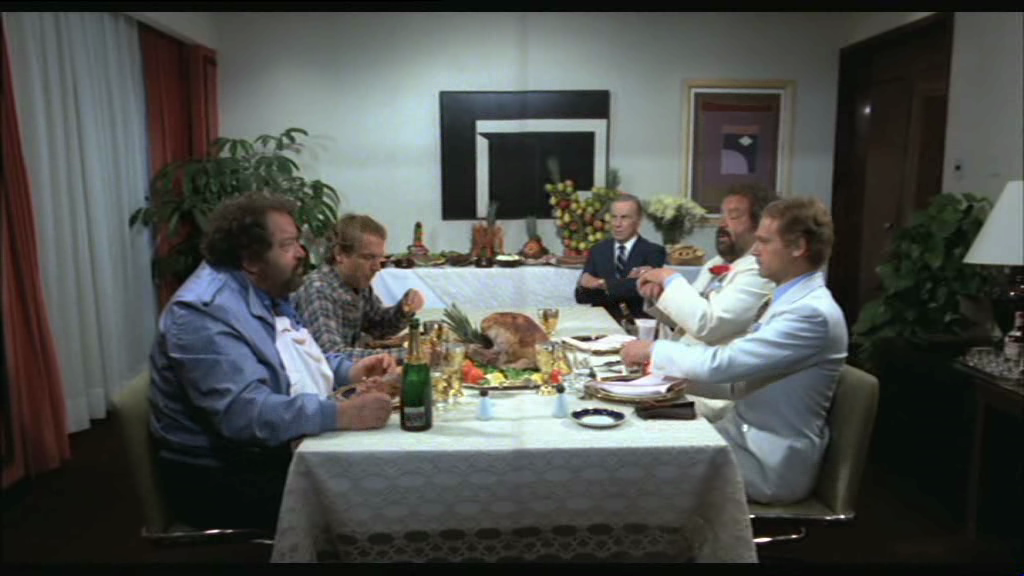
Fotograma de la película con los cuatro personajes sentados a la mesa: los primos ricos (derecha) y sus dobles (izquierda).

## Reparto
- Terence Hill como Elliot Vance / Bastiano Joao Coimbra de la Coronilla y Azevedo
- Bud Spencer como Greg Wonder / Antonio Coimbra de la Coronilla y Azevedo
- April Clough como Olympia Chavez
- Nello Pazzafini como "Tango"
- Harold Bergman como Jefe de la agencia de dobles
- CV Wood Jr.
- Dary Reiz como Jefe de los mercernarios
- Franco Sattamini como el matón de "Tango"
- Dennis Bourke como Psicoanalista de Antonio